# Léon-Lévy Brunswick
Léon-Lévy Brunswick (Parigi, 20 aprile 1805 – Le Havre, 29 luglio 1859) è stato un commediografo e librettista francese.

## Biografia
Cominciò come giornalista prima di rivolgersi al teatro. È autore di molte commedie con Jean-François Bayard, Louis-Émile Vanderburch, e Arthur de Beauplan, come Boccaccio, o il Principe di Palermo poi utilizzato da Franz von Suppé. Ma è soprattutto in coppia con Adolphe de Leuven che è conosciuto, e specialmente per i libretti delle opere comiche di Adolphe Adam (Le Brasseur de Preston, Le postillon de Lonjumeau, Le Roi d'Yvetot). Ha pubblicato anche con lo pseudonimo di Leo Lhérie.

## Opere
- 1829: Les Suites d'un mariage de raison, dramma in 1 atto, con Achille d'Artois e Victor Lhérie;[4]
- 1832: Le Secret de la future, vaudeville in 1 atto, con Julien de Mallian;
- 1833: Faublas, commedia in 5 atti, con Charles Dupeuty e Victor Lhérie;
- 1833: Santeul ou Le chanoine au cabaret, vaudeville in 1 atto, con Nicolas Brazier, Ferdinand de Villeneuve e Charles de Livry;[5];
- 1836: Le postillon de Lonjumeau, opéra-comique in 3 atti, con Adolphe de Leuven, musica di Adolphe-Charles Adam
- 1836: Il campanello di notte, Melodramma giocoso in 1 atto, scritto come Léon Lhérie, con Mathieu-Barthélemy Troin e Victor Lhérie, musica di Gaetano Donizetti;[6]
- 1839: Le brasseur de Preston, opéra-comique in 3 atti, con de Leuven, musica di Adolphe Adam
- 1839: Le panier fleuri, opéra-comique in 1 atto, con de Leuven, musica di Ambroise Thomas
- 1842: Le roi d'Yvetôt, opera-comique in 3 atti, con de Leuven, musica di Adolphe Adam
- 1846: Gibby la cornemuse, opéra comique in 3 atti, con de Leuven, musica di Louis Clapisson
- 1847: Mademoiselle de Mérange operetta, libretto con Adolphe de Leuven e come Léon Lhérie, musica di Angelo Frondoni, Lisbona, Teatro das Larangeiras;
- 1847: L'Illustration, vaudeville con lanterna magica in vetri di colore, con Ernest Jaime;
- 1853: Le roi des halles, opéra-comique in 3 atti, con de Leuven, musica di Adolphe Adam
- 1853: Boccace ou le décaméron, commedia in 5 atti, con Jean-François Bayard e de Leuven;[7]
- 1854: Élisabeth ou la fille de l'exilé, opera in 3 atti, libretto francese di Adolphe de Leuven e Léon-Lévy Brunswick, musica di Gaetano Donizetti, versione francese di Otto mesi in due ore non rappresentata durante la vita di Donizetti, ma più tardi dal coautore Uranio Fontana[8][9]
- 1854: Le billet de Marguerite, opéra-comique in 3 atti, con de Leuven, musica di François-Auguste Gevaert